# Giovanni Guardiano
Giovanni Guardiano (Ragusa, 22 febbraio 1963) è un attore italiano.

## Biografia
Attore siciliano di formazione teatrale, si è diplomato presso il laboratorio di Esercitazioni Sceniche di Gigi Proietti e poi ha proseguito gli studi presso il GITIS, seguendo le orme dell'illustre regista russo Vasil'ev. Nel 1989 ha fatto il proprio debutto sul piccolo schermo nella serie TV Classe di ferro, sotto la regia di Bruno Corbucci e affiancato da Rocco Papaleo, Paolo Sassanelli, Maurizio Mattioli, Luca Venantini, Giampiero Ingrassia e Adriano Pappalardo.
Ha preso parte alle serie televisive Madre come te (2004), con Ida Di Benedetto e diretto da Vittorio Sindoni e Il mondo è meraviglioso (2005), con Enrico Montesano, nonché alle serie TV Incantesimo e Il capitano.
Il suo ruolo più celebre è quello di Jacomuzzi per la serie Il commissario Montalbano, con protagonista Luca Zingaretti.
Ha recitato in numerosi cortometraggi di Stefano Sollima: tra questi Grazie (1991), con Elda Alvigini, Sotto le unghie (1993) e Zippo (2003).
Come attore cinematografico ricordiamo le sue partecipazioni a Voll normaaal di Ralf Huettner (1994),  Ilaria Alpi - Il più crudele dei giorni di Ferdinando Vicentini Orgnani (2003) e La misura del confine di Andrea Papini (2010).
Parallelamente alla carriera cinematografica e televisiva, coltiva quella teatrale, partecipando a numerose regie di Antonio Calenda, Mario Missiroli, Gigi Proietti, Anatolij Vasil'ev, Turi Ferro, Gianpiero Borgia (sotto la regia di Borgia, in particolare, è capocoro del Filottete, rappresentato alla stagione del Teatro greco di Siracusa nel 2011 e nello stesso anno è interprete del testo contemporaneo di Tim Crouch The Author).
Nel 2012 ha ricoperto il ruolo di Menelao nel dramma di Mircea Eliade Ifigenia, nuovamente diretto da Gianpiero Borgia e recitando con Franco Branciaroli, Christian Di Domenico, David Coco e Daniele Nuccetelli. Lo spettacolo debutta nel mese di giugno a Posillipo, partecipando al Napoli Teatro Festival Italia e in seguito va in scena in Sicilia, per conto del Teatro Stabile di Catania.
Lavora saltuariamente per la compagnia teatro dei Borgia.
Nel 2015 compare nel 5° e nel 6º episodio di Squadra antimafia 7.
Nel 2018 è stato il protagonista della serie TV Maxi - Il grande processo alla mafia, prodotta da Rai Cultura, nella quale veste i panni di Franco, un giornalista Rai intento a documentare il maxiprocesso di Palermo del 1986-1987 contro Cosa nostra.

## Filmografia

### Cinema
- Voll normaaal, regia di Ralf Huettner (1994)
- Ilaria Alpi - Il più crudele dei giorni, regia di Ferdinando Vicentini Orgnani (2003)
- Hannover, regia di Ferdinando Vicentini Orgnani (2003)
- La misura del confine, regia di Andrea Papini (2011)
- In vacanza su Marte, regia di Neri Parenti – film su piattaforme TV (2020)
- Volevo un figlio maschio, regia di Neri Parenti (2023)

### Televisione
- Classe di ferro – serie TV, episodio 1x07 (1989)
- Il commissario Montalbano – serie TV, 15 episodi (1999-2020)
- Incantesimo 6 – soap opera (2003)
- Madre come te, regia di Vittorio Sindoni – film TV (2004)
- Il capitano – serie TV (2005)
- Il mondo è meraviglioso, regia di Vittorio Sindoni – film TV (2005)
- Butta la luna – serie TV (2006)
- Eravamo solo mille, regia di Stefano Reali – miniserie TV (2007)
- Romanzo criminale - La serie – serie TV, episodio 1x11 (2009)
- Medicina generale – serie TV, episodio 2x11 (2010)
- Squadra antimafia - Palermo oggi – serie TV, episodi 7x5 e 7x6 (2015)
- Maxi - Il grande processo alla mafia – docu-drama (2018)
- Il commissario Montalbano – serie TV, episodio: Salvo amato, Livia mia (2020)
- Viola come il mare, regia di Francesco Vicario – serie TV (2022)
- Vanina - Un vicequestore a Catania – serie TV, episodio: Il re del gelato (2024)
- I fratelli Corsaro, regia di Francesco Miccichè – serie TV, episodio 1x03 (2024)

### Cortometraggi
- Grazie, regia di Stefano Sollima (1991)
- Sotto le unghie, regia di Stefano Sollima (1993)
- Zippo, regia di Stefano Sollima (2003)
- El Busca, regia di Vanni Bramati (2008)